# Australia en los Juegos Olímpicos de Nagano 1998
Australia estuvo representada en los Juegos Olímpicos de Nagano 1998 por un total de 24 deportistas que compitieron en 8 deportes.  
El portador de la bandera en la ceremonia de apertura fue el patinador de velocidad en pista corta Richard Nizielski.

## Medallistas
El equipo olímpico australiano obtuvo las siguientes medallas:
| Nombre        | Deporte      | Competición |
| ------------- | ------------ | ----------- |
| Oro           |              |             |
| —             |              |             |
| Plata         |              |             |
| —             |              |             |
| Bronce        |              |             |
| Zali Steggall | Esquí alpino | Eslalon F   |